# Conferència Nacional Democràtica de Jammu i Caixmir
Conferència Nacional Democràtica de Jammu i Caixmir (Democratic National Conference) fou un partit polític de Jammu i Caixmir, format com escissió del Partit de la Conferència Nacional de Caixmir el 1975. El seu líder fou Ghulam Muhammad Sadiq. Està aliat al Partit Comunista de l'Índia (Marxista-Leninista) i abans al Partit Comunista de l'Índia (Marxista)